# Paul Kelly (Sänger, 1940)
Paul Kelly (* 19. Juni 1940 in Miami, Florida; † 4. Oktober 2012 in Ruby, South Carolina) war ein US-amerikanischer Soul- und R&B-Sänger.
Kelly war seit Ende der 1950er Jahre als Sänger aktiv. Seine erste Single als Leadsänger war ein Song der Band Clarence Reed & the Delmiros. Als der eigentliche Sänger eine Halsentzündung hatte, sprang Kelly bei den Aufnahmen von Sooner or Later ein. Wenig später veröffentlichte er mit The Upset die erste Single unter seinem eigenen Namen. 1965 wurde er vom Philips-Label unter Vertrag genommen. Sein kontroverser, aber kommerziell erfolgreicher Song Stealing in the Name of the Lord wurde 1970 ein kleinerer Hit in den USA, der bis auf Platz 14 der Billboard-R&B-Charts stieg. 
1972 ging er zu Warner Brothers, bei denen 1975 die Single Get Sexy veröffentlicht wurde. Get Sexy wurde in den Niederlanden ein Top 40 Hit; die Single war sechs Wochen in den Charts und stieg bis auf Platz 14. Anfang der 1980er Jahre wurde sein Song Personally von verschiedenen Künstlern gecovert; Karla Bonoff erreichte damit Platz 19 in den US-Popcharts, Ronnie McDowell brachte ihn in die Country-Music-Top-Ten. Mavis Staples von den Staple Singers interpretierte einige von Kellys Liedern auf einem Soloalbum. Zur gleichen Zeit gründete Kelly sein eigenes Musiklabel Laurence Records, das er unter dem Pseudonym Laurence Dunbar bis 1991 leitete. Nach Herzproblemen und einem Infarkt Mitte der 1990er zog er sich eine Zeitlang ins Privatleben zurück, war jedoch Anfang des neuen Jahrtausends wieder aktiv im Studio. Live ist er jedoch bereits seit 1977 nicht mehr zu erleben gewesen.

## Diskografie

### Studioalben
- Stealing in the Name of the Lord (1970)
- Dirt (1972)
- Don't burn Me (1973)
- Hooked, Hogtied & Collared (1974)
- Stand on the Positive Side (1977)
- Gonna Stick and Stay (1993)
- Hot runnin' Soul - The Singles 1965-71 (2012)

### Kompilationen
- Hangin' on in There (1990)
- The Best of Paul Kelly (1996)